# Moeraszoutgras
Moeraszoutgras (Triglochin palustris) is een vaste plant, die behoort tot de zoutgrasfamilie (Juncaginaceae). Het is een in het westen van Nederland vrij algemeen voorkomende plant. In Vlaanderen is moeraszoutgras vrij zeldzaam. De soort staat op de Nederlandse Rode lijst van planten als algemeen voorkomend en matig afgenomen. Het aantal chromosomen is 2n = 24.
De plant wordt 15-60 cm hoog en vormt lange uitlopers. De bladeren zijn 0,5-2 mm breed en gootvormig. Het tweelobbig tongetje is 0,5-1,5 mm groot. Moeraszoutgras bloeit van mei tot september. De groene, tweeslachtige, 1-2 mm grote bloempjes staan in een tros, die na de bloei langer wordt.
De 6-10 mm lange en 1-1,5 mm brede vruchten zijn lijn-knotsvormig en bestaan uit drie vruchtbare en drie onvruchtbare deelvruchtjes. De vrucht is een splitvrucht, die lang aan de plant blijft zitten. De vruchten hebben haken waarmee ze in de vacht van dieren blijven hangen en worden zo over grotere afstanden verspreid. Ook bevat de vrucht lucht waardoor het blijft drijven.

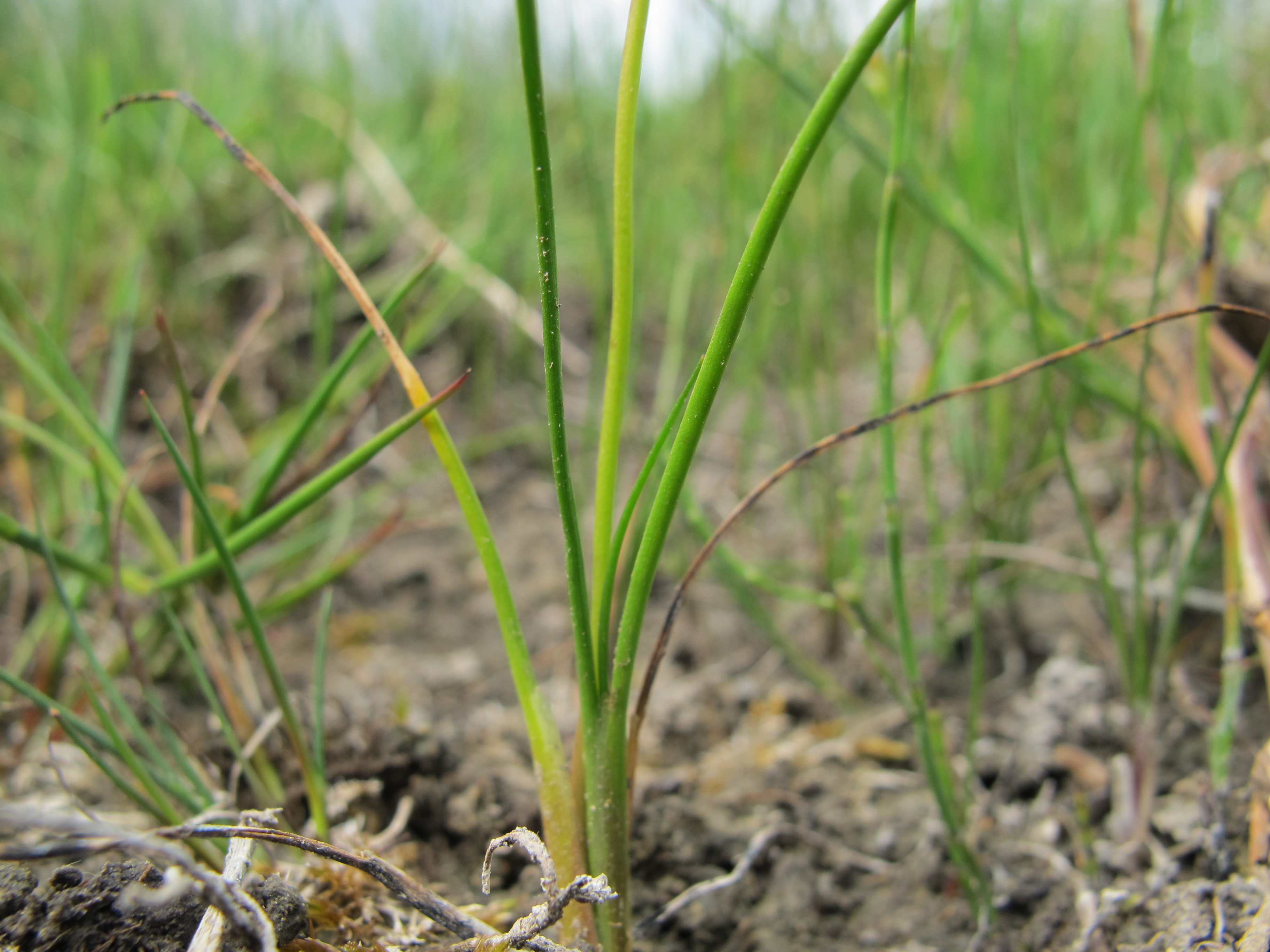
Plant
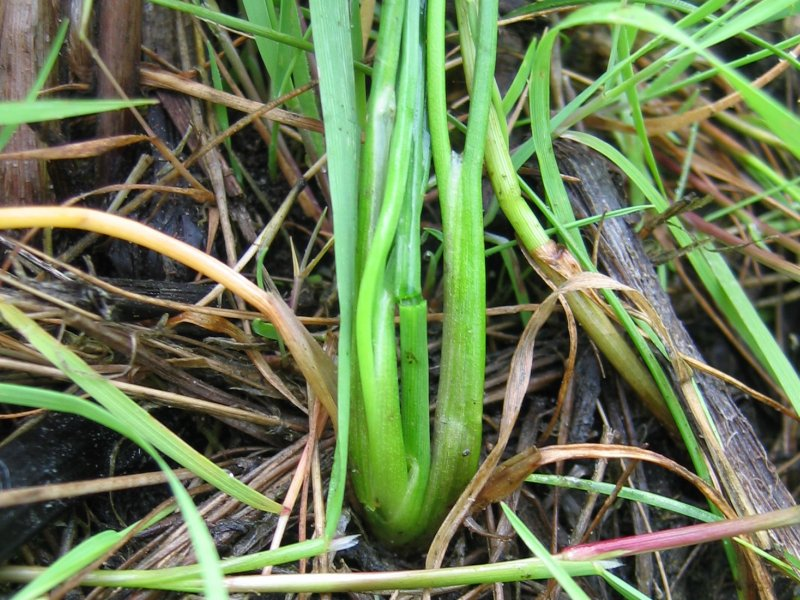
Plantvoet
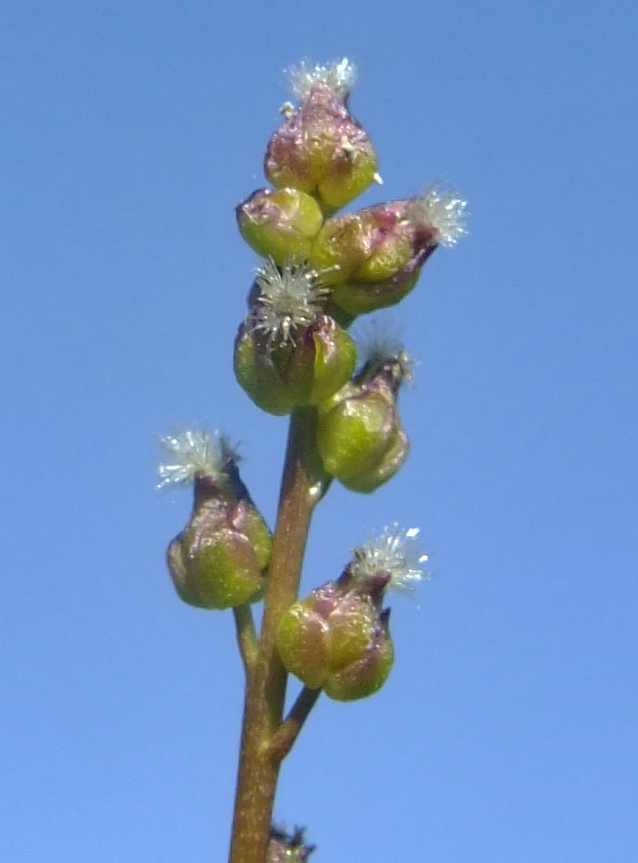
Bloeiwijze
Vruchten

## Ecologie en verspreiding
Moeraszoutgras groeit op zonnige plaatsen op vochtige tot natte, matig voedselarme tot matig voedselrijke, weinig of niet bemeste tot vrij sterk bemeste, al of niet kalkhoudende, al of niet brakke bodems van veen, klei, leem, zavel en zand. Ze staat in drassige (zilte)hooilanden en jong trilveen, in natte, niet te zure duinvalleien, beekdal- en heidemoerasjes en slenken in bronveen. Verder in kanaalbermen, langs slootkanten, kreken en op beweide, uitgetrapte oevers, op vroongronden (soortenrijke graslanden die de mens eeuwenlang gebruikte om vee te weiden.)  en op open plekjes in van de zee afgesnoerde strandvlakten, op bedijkte schorren en kwelders en langs drinkpoelen en paden. Het areaal omvat de gematigde en koudere streken op het noordelijk halfrond,  zuidelijk Zuid-Amerika en Nieuw-Zeeland. In Nederland is de kale soort algemeen in het westen en noorden van het land en elders zeldzaam tot zeer zeldzaam en is matig afgenomen door ontwatering, intensieve beweiding en ontginning. De plant verspreidt bij kneuzing een zure lucht en valt hierdoor vaak eerder op dan door oogwaarneming.